# Carrie Schreiner

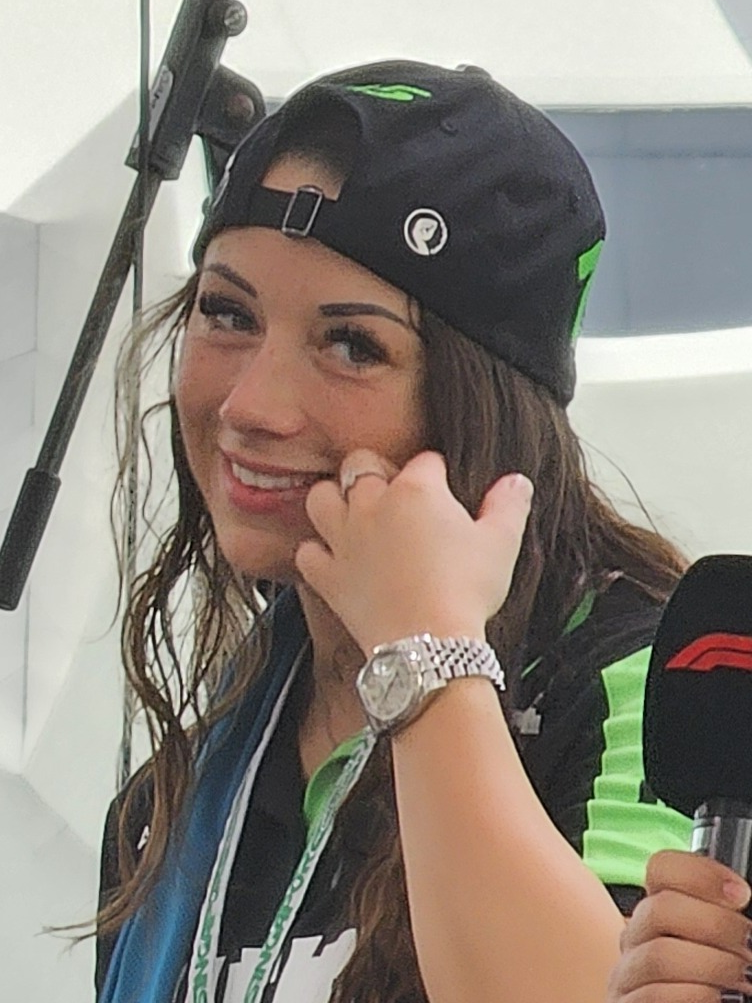
Carrie Schreiner in Singapur 2024

Carrie Schreiner (* 14. September 1998 in Völklingen) ist eine deutsche Automobilrennfahrerin.

## Karriere
Carrie Schreiner begann mit ihrer Motorsportkarriere 2009 im Kartsport. Von 2011 bis 2014 fuhr sie in der ADAC Kart Masters. Ihren größten Erfolg im Kartsport erreichte sie 2012 mit dem Gewinn des X30 Junior-Meistertitels.

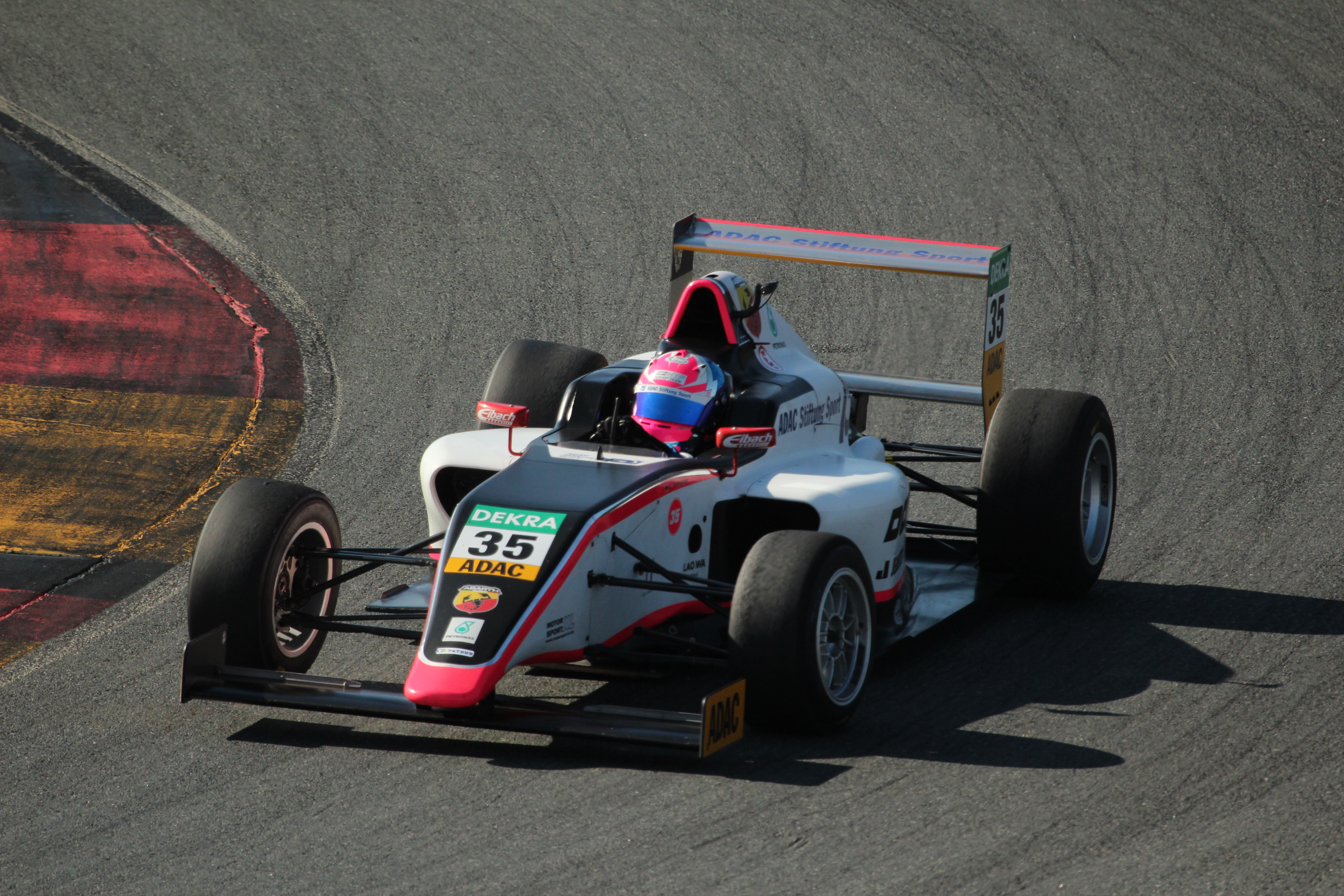
Carrie Schreiner auf dem Sachsenring in der deutschen Formel 4 Meisterschaft 2015

Danach wechselte sie in den Formelsport und startete 2015 und 2016 in der ADAC Formel 4. Parallel fuhr sie 2016 in der Britischen Formel-4-Meisterschaft und erreichte dort einen 17. Gesamtplatz.
2017 stieg Schreiner in den GT-Motorsport ein und fuhr zwei Jahre mit einem Lamborghini Huracán Super Trofeo in mehreren Lamborghini-Markenmeisterschaften. In der Lamborghini Super Trofeo Middle East gewann sie 2017 den Pro-Vize-Meistertitel und ein Jahr später in der Klasse Pro-AM den Meistertitel. Parallel ging sie 2017 mit dem Team FFF Racing Team in der Lamborghini Super Trofeo Asia an den Start. Mit dem Team Konrad Motorsport startete sie 2017 und 2018 in der Lamborghini Super Trofeo Europe.
Im DMV GT & Touring Car Cup fuhr sie von 2017 bis 2019 einen Audi R8 LMS GT3 zunächst mit Aust Motorsport und später ab 2018 mit dem Team HCB-Rutronik-Racing. 2018 gewann sie den Meistertitel in der Klasse 1. Beim DMV Dunlop 60 ging sie 2018 und 2019 ebenfalls mit einem Audi R8 LMS GT3 an den Start und erreichte in ihrem ersten Jahr in der Rennserie den Vize-Meistertitel.
2019 und 2020 trat sie mit einem Audi R8 LMS GT3 Evo des Teams HCB-Rutronik-Racing in der ADAC GT Masters an. Ihre beste Gesamtplatzierung, einen 24. Rang, erreichte sie zusammen mit dem Teamkollegen Dennis Marschall bereits in ihrer ersten Saison in der Serie.
Parallel fuhr sie 2020 mit einem Aston Martin Vantage AMR GT4 des Teams PROsport Racing in der 24H Series Europe GT4 und belegte den neunten Platz in der Gesamtwertung.
Von 2018 bis 2020 startete Schreiner in der VLN Langstreckenmeisterschaft Nürburgring (VLN), bzw. seit 2020 Nürburgring Langstrecken-Serie (NLS) genannt. Ihr bislang größter Erfolg in dieser Serie war der dritte Platz 2020 in der SP8-Wertung mit einem Audi R8 LMS GT4 vom Team Giti Tire Motorsport by WS Racing.
Beim 24-Stunden-Rennen auf dem Nürburgring trat sie 2019 und 2020 an und erreichte in ihrem zweiten Jahr mit einem VW Golf GTI TCR von Giti Tire Motorsport by WS Racing den dritten Platz in der SP3T-Wertung.
2021 ging Schreiner im neu gegründeten BMW M2 Cup an den Start – einem Markenpokal im Rahmen der DTM.
Parallel dazu fuhr sie in der Italienischen GT-Meisterschaft und steuerte im Team von AF Corse einen Ferrari 488 GT3 zusammen mit Antonio Fuoco und Sean Hudspeth. Beim Rennen in Vallelunga gelang ihr mit ihren Teamkollegen ein zweiter Platz.
Beim 24-Stunden-Rennen auf dem Nürburgring 2021 gelang ihr mit dem Audi R8 LMS GT4 und ihren Teamkolleginnen Célia Martin, Pippa Mann und Christina Nielsen der Sieg in der Klasse SP8.
2022 startete sie erneut in der NLS mit dem "Girls only - Team". Zudem absolvierte sie gemeinsam ein Rennen in der NLS mit dem ehemaligen DTM-Piloten Peter Terting einem GT3-Mercedes und sie startete ebenfalls auf einem GT3-Mercedes in der GTC-Race-Serie zusammen mit ihren Teamkollegen David Schumacher und Maximilian Götz. Abschließend nahm sie auf einem Porsche 992 GT3 Cup von Team Plus Line Racing gemeinsam mit ihrem Teamkollegen Lars Joosten im Porsche Sports Cup Endurance teil.
In der Premierensaison der F1 Academy 2023 startete sie für ART Grand Prix. Im Rahmen des Rennwochenendes in Zandvoort gewann sie im zweiten Lauf ihr einziges Rennen in der F1 Academy. Die Saison beendete sie auf Platz 11 mit 56 Punkten. In der NLS startete sie ebenso erneut wie in den Vorjahren.
2024 starte sie zum einen erneut in der NLS. Zudem absolvierte sie die volle Saison in der F1 Academy für Campos Racing als Vertreterin für Kick Sauber. Ihr bestes Ergebnis war ein sechster Platz beim dritten Lauf im Rahmen des finalen Rennwochenendes in Abu Dhabi. Die Saison beendete sie mit 34 Punkten auf Platz 9.
2025 startete Schreiner auf einem Lamborghini Huracán GT3 Evo für Konrad Motorsport in der GT Winter Series. Sie bestritt die letzten drei Saisonrennen in Valencia, Aragón und Montmeló. Zusammen mit ihrem Teamkollegen Danny Soufi konnte sie zwei Klassensiege und insgesamt sechs Gesamtpodien feiern. Die Saison beendete das deutsch-US-amerikanische Duo mit 134 Punkten auf Gesamtrang 8. Darüber hinaus startete sie erneut bei den ADAC GT Masters. Hier ging sie für Land Motorsport zusammen mit ihrem Teamkollegen Alain Valente auf einem Audi R8 LMS GT3 EVO an den Start. Außerdem startete sie wie in den Vorjahren auf einem BMW M4 GT4 für das Girls Only'-Team von WS Racing in der NLS. 2025 wurde Carrie Schreiner darüber hinaus zur Markenbotschafterin von Kick Sauber ernannt. Hierbei unterstützt sie zum Beispiel Emma Felbermayr, die 2025 für Kick Sauber in der F1 Academy startet und somit ihre unmittelbare Nachfolge in dem Cockpit antrat.

## Privates
Von 2014 bis 2018 absolvierte sie am KBBZ Saarlouis eine Ausbildung zur Groß- und Außenhandelskauffrau. Carrie Schreiner wohnt in Euskirchen. Sie führt eine Beziehung mit Peter Terting.

## Statistik

### Einzelergebnisse in der F1 Academy
| Jahr | 1   | 1   | 1   | 2     | 2     | 2     | 3     | 3     | 3     | 4   | 4   | 4   | 5   | 5   | 5   | 6   | 6   | 6   | 7   | 7   | 7   | Punkte | Rang |
| ---- | --- | --- | --- | ----- | ----- | ----- | ----- | ----- | ----- | --- | --- | --- | --- | --- | --- | --- | --- | --- | --- | --- | --- | ------ | ---- |
| 2023 | AUT | AUT | AUT | ESP 1 | ESP 1 | ESP 1 | ESP 2 | ESP 2 | ESP 2 | NLD | NLD | NLD | ITA | ITA | ITA | FRA | FRA | FRA | USA | USA | USA | 56     | 11.  |
| 2023 | 1   | 2   | 3   | 1     | 2     | 3     | 1     | 2     | 3     | 1   | 2   | 3   | 1   | 2   | 3   | 1   | 2   | 3   | 1   | 2   | 3   | 56     | 11.  |
| 2023 | DNF | 10  | 7   | 12    | 11    | 8     | 9     | 10    | 13    | 6   | 1   | 8   | DNF | 4   | 6   | 9   | 6   | 8   | 11  | 11  | 14  | 56     | 11.  |
| 2024 | SAU | SAU | SAU | USA   | USA   | USA   | ESP   | ESP   | ESP   | NLD | NLD | NLD | SGP | SGP | SGP | QAT | QAT | QAT | UAE | UAE | UAE | 34     | 9.   |
| 2024 | 1   | 2   | 2   | 1     | 2     | 2     | 1     | 2     | 2     | 1   | 2   | 2   | 1   | 2   | 2   | 1   | 2   | 2   | 1   | 2   | 3   | 34     | 9.   |
| 2024 | 10  | 7   | 7   | 12    | 9     | 9     | 12    | 11    | 11    | 10  | 6   | 6   | 8   | 9   | 9   | 12  | C   | C   | 9   | DNF | 6   | 34     | 9.   |

| Legende  | Legende            | Legende                                                          |
| Farbe    | Abkürzung          | Bedeutung                                                        |
| -------- | ------------------ | ---------------------------------------------------------------- |
| Gold     | –                  | Sieg                                                             |
| Silber   | –                  | 2. Platz                                                         |
| Bronze   | –                  | 3. Platz                                                         |
| Grün     | –                  | Platzierung in den Punkten                                       |
| Blau     | –                  | Klassifiziert außerhalb der Punkteränge                          |
| Violett  | DNF                | Rennen nicht beendet (did not finish)                            |
| Violett  | NC                 | nicht klassifiziert (not classified)                             |
| Rot      | DNQ                | nicht qualifiziert (did not qualify)                             |
| Rot      | DNPQ               | in Vorqualifikation gescheitert (did not pre-qualify)            |
| Schwarz  | DSQ                | disqualifiziert (disqualified)                                   |
| Weiß     | DNS                | nicht am Start (did not start)                                   |
| Weiß     | WD                 | zurückgezogen (withdrawn)                                        |
| Hellblau | PO                 | nur am Training teilgenommen (practiced only)                    |
| Hellblau | TD                 | Freitags-Testfahrer (test driver)                                |
| ohne     | DNP                | nicht am Training teilgenommen (did not practice)                |
| ohne     | INJ                | verletzt oder krank (injured)                                    |
| ohne     | EX                 | ausgeschlossen (excluded)                                        |
| ohne     | DNA                | nicht erschienen (did not arrive)                                |
| ohne     | C                  | Rennen abgesagt (cancelled)                                      |
| ohne     | keine WM-Teilnahme |                                                                  |
| sonstige | P/fett             | Pole-Position                                                    |
| sonstige | 1/2/3/4/5/6/7/8    | Punktplatzierung im Sprint-/Qualifikationsrennen                 |
| sonstige | SR/kursiv          | Schnellste Rennrunde                                             |
| sonstige | *                  | nicht im Ziel, aufgrund der zurückgelegten Distanz aber gewertet |
| sonstige | ()                 | Streichresultate                                                 |
| sonstige | unterstrichen      | Führender in der Gesamtwertung                                   |